# Helen Zingg
Pour les articles homonymes, voir Zingg.
Helen Zingg est une skieuse alpine suisse.

## Palmarès

### Championnats du monde
| Épreuve / Édition               | Descente | Slalom | Combiné                          |
| ------------------------------- | -------- | ------ | -------------------------------- |
| Mondiaux 1931 Mürren            | 16e      | 6e     | Épreuve inexistante à cette date |
| Mondiaux 1932 Cortina d'Ampezzo | 17e      | 20e    | 19e                              |
| Mondiaux 1933 Innsbruck         | 21e      | Bronze | 7e                               |
| Mondiaux 1935 Mürren            | —        | 24e    | —                                |

### Arlberg-Kandahar
- Meilleur résultat : 2e place dans la descente 1931 à Mürren